# Національна бібліотека Венесуели
Національна бібліотека Венесуели () — найбільша наукова бібліотека Венесуели, розташована в Каракасі, є депозитарієм обов'язкового примірника всіх друкованих видань Венесуели. Бібліотека була заснована 13 липня 1833 року указом генерала Хосе Антоніо Паеса. Дієго Баутіста Урбанеха, міністр закордонних справ, був призначений першим директором.
Нинішній головний корпус бібліотеки спроєктував архітектор Томас Санабрія з 1981 до 1989 року у стилі бруталістської архітектури, що містить низку елементів дизайну та характерні будівельні техніки.

## Структура
Бібліотека містить кілька спеціальних колекцій та відділень:
- Автоматизований каталог
- Орієнтування та посилання
- CEDINBI (Центр бібліотечної інформації та документації)
- Загальна бібліографічна колекція (CBG)
- Гемерографічна колекція (CH)
- Збірник офіційних публікацій (ЗПО)
- Стара документальна колекція (CDA)
- Колекція Arcaya (Каліфорнія)
- Sound and Cinema Collection і Flat Works Collection (CSCCOP).

## Історія
У 1831 році міністр внутрішніх справ Антоніо Леокадіо Гусман запропонував ідею об'єднати монастирські бібліотеки та книгозбірні, які раніше були розпорошені по всій країні. Хоча указ 1833 року тодішнього президента Хосе Антоніо Паеса є загальновизнаною датою заснування, лише в 1870 році було створено «тверду основу для функціонування [Національної бібліотеки]».
У 1874 році президент Антоніо Гусман Бланко розпорядився передати колекції монастирських бібліотек до Центрального університету Венесуели. Зрештою ці колекції увійшли до фондів Національної бібліотеки, яка тоді розташовувалася в університетському містечку.
Перший друкований каталог, «Каталог бібліотеки Каракаського університету», був опублікований у 1875 році Адольфо Ернстом, видатним вченим, який 1876 року став директором цієї бібліотеки.